# Арсаки (деревня, Владимирская область)
Арсаки — деревня в Александровском районе Владимирской области России, входит в состав Следневского сельского поселения.

## География
Деревня расположена в 14 км на юго-запад от центра поселения деревни Следнево, в 21 км на запад Александрова, в 1,5 км от железнодорожной станции Арсаки на линии Александров — Сергиев Посад.

## История
В конце XIX — начале XX века деревня входила в состав Рогачевской волости Александровского уезда Владимирской губернии. В 1859 году в деревне, которая считалась «казённой» и была населена государственными крестьянами, числилось 40 дворов, в 1905 году — 65 дворов.
С 1929 года деревня входила в состав Арсаковского сельсовета Александровского района. С 1941 по 1965 год — в составе Струнинского района. С 2005 года деревня в составе Следневского сельского поселения.

## Население
| 1859 | 1905 | 1926 | 2002 | 2010 | 2021 |
| ---- | ---- | ---- | ---- | ---- | ---- |
| 299  | ↗364 | ↗386 | ↘278 | ↘86  | ↗134 |

## Транспорт
Близ деревни расположена железнодорожная станция Арсаки на Большом кольце Московской железной дороги.